# HD 33579
HD 33579 — біло-жовтий гіпергігант та одна з найяскравіших зір у Великій Магеллановій Хмарі (LMC). Припускається, що зоря може бути змінною.

## Характеристики
HD 33579 розташована у частині діаграми Герцшпрунга — Рассела, яка має назву «жовтий еволюційний провал» (англ. Yellow Evolutionary Void), в якому зорі такої комбінації температури і яскравості стають надзвичайно нестабільними та втрачають багато маси. Вони або розширюються і стають більш холодними, або повністю скидають свої зовнішні оболонки і стають гарячішими. Але HD 33579 є відносно стабільна, і навіть не має суттєвої змінності. Вважається, що причиною цього є її більша маса у порівнянні з більшістю зір зі схожою температурою та яскравістю.
HD 33579 є надзвичайно рідкісними типом зорі, яка зараз вперше розвивається (проходить) через жовтий еволюційний провал від блакитного гіпергіганта у червоний гіпергігант. Тому її часто відносять до жовтих гіпергігантів, незважаючи на те, що її спектральний клас A3 також дозволяє її класифікувати як білий гіпергігант.
Хоча HD 33579 формально не включена до Загального каталогу змінних зір, аналіз фотометрії Гіппаркоса підтвердив малі амплітудні зміни у її яскравості, про які повідомлялося у більш ранніх дослідженнях. Відкриті періоди у 620 та у 105 днів, а також можливі інші коротші періоди. Загальна зміна амплітуда становить лише 0,1 зоряної величини. Статистичний аналіз фотометрії Гіппаркоса показав можливість існування періоду у 27 днів.